# Ayn al-Arab (nahija)
Nahija Ayn al-Arab (ar. ناحية عين العرب, kur. Kobanî) je nahija u okrugu Ayn al-Arab, u sirijskoj pokrajini Alep. Površina nahije je 745,6 km2. Po popisu iz 2004. (prije rata), nahija je imala 81.424 stanovnika. Administrativno sjedište je u naselju Ayn al-Arab / Kobane.